# 丽纹盖蛛
丽纹盖蛛（学名：Neriene angulifera）为皿蛛科盖蛛属的动物。分布于日本以及中国大陆的甘肃、河北等地，一般生活于草丛和灌木丛。该物种的模式产地在甘肃。